# Гардвік (парафія, Нью-Брансвік)
Гардвік (англ. Hardwicke) — парафія в Канаді, у провінції Нью-Брансвік, у складі графства Нортамберленд.

## Населення
За даними перепису 2016 року, парафія нараховувала 2201 особу, показавши скорочення на 5,5%, порівняно з 2011-м роком. Середня густина населення становила 7,9 осіб/км².
З офіційних мов обидвома одночасно володіли 1 540 жителів, тільки англійською — 590, тільки французькою — 65, а 5 — жодною з них. Усього 10 осіб вважали рідною мовою не одну з офіційних.
Працездатне населення становило 60,8% усього населення, рівень безробіття — 30% (33,9% серед чоловіків та 25,5% серед жінок). 83,5% осіб були найманими працівниками, а 14,3% — самозайнятими.
Середній дохід на особу становив $34 522 (медіана $30 053), при цьому для чоловіків — $39 226, а для жінок $29 853 (медіани — $33 783 та $26 214 відповідно).
23,3% мешканців мали закінчену шкільну освіту, не мали закінченої шкільної освіти — 43,8%, 32,8% мали післяшкільну освіту, з яких 21,1% мали диплом бакалавра, або вищий.
| Статево-вікова структура населення | Статево-вікова структура населення | Статево-вікова структура населення | Статево-вікова структура населення | Статево-вікова структура населення |
| ---------------------------------- | ---------------------------------- | ---------------------------------- | ---------------------------------- | ---------------------------------- |
|                                    |                                    |                                    |                                    |                                    |
| Всього                             | Всього                             | 50,2%49,8%                         |                                    |                                    |
| 0 — 14 років                       | 0 — 14 років                       |                                    | 10,4%                              | 10,4%                              |
| 15 — 64 років                      | 15 — 64 років                      |                                    | 66,2%                              | 66,2%                              |
| 65 і більше                        | 65 і більше                        |                                    | 23,4%                              | 23,4%                              |
| 85 і більше                        | 85 і більше                        |                                    | 2%                                 | 2%                                 |
| Середній вік (років)               | Середній вік (років)               | 47,948,5                           | 48,2                               | 48,2                               |
| Медіана (років)                    | Медіана (років)                    | 52,151,8                           | 52,0                               | 52,0                               |
| — чоловіки — жінки                 |                                    |                                    |                                    |                                    |

| Походження мешканців:     | Походження мешканців:     | Походження мешканців: | Походження мешканців: | Походження мешканців: |
| ------------------------- | ------------------------- | --------------------- | --------------------- | --------------------- |
| Походження                |                           |                       | осіб                  | %                     |
| Корінні американці        | Корінні американці        |                       | 300                   | 13.76%                |
| Інше північноамериканське | Інше північноамериканське |                       | 1 580                 | 72.48%                |
| Європейське               | Європейське               |                       | 1 100                 | 50.46%                |
| британське                | британське                |                       | 695                   | 31.88%                |
| французьке                | французьке                |                       | 700                   | 32.11%                |

| Зайнятість населення за галузями (за класифікацією NOC): | Зайнятість населення за галузями (за класифікацією NOC): | Зайнятість населення за галузями (за класифікацією NOC): | Зайнятість населення за галузями (за класифікацією NOC): | Зайнятість населення за галузями (за класифікацією NOC): |
| -------------------------------------------------------- | -------------------------------------------------------- | -------------------------------------------------------- | -------------------------------------------------------- | -------------------------------------------------------- |
|                                                          |                                                          |                                                          |                                                          |                                                          |
| Управління                                               | Управління                                               |                                                          | 3%                                                       | 3%                                                       |
| Бізнес, фінанси та адміністрування                       | Бізнес, фінанси та адміністрування                       |                                                          | 9,1%                                                     | 9,1%                                                     |
| Природничі та прикладні науки                            | Природничі та прикладні науки                            |                                                          | 3%                                                       | 3%                                                       |
| Охорона здоров'я                                         | Охорона здоров'я                                         |                                                          | 4,7%                                                     | 4,7%                                                     |
| Освіта, правозахист, муніципальні та урядові служби      | Освіта, правозахист, муніципальні та урядові служби      |                                                          | 10,3%                                                    | 10,3%                                                    |
| Мистецтво, культура, відпочинок та спорт                 | Мистецтво, культура, відпочинок та спорт                 |                                                          | 0,9%                                                     | 0,9%                                                     |
| Роздрібна торгівля та послуги                            | Роздрібна торгівля та послуги                            |                                                          | 12,5%                                                    | 12,5%                                                    |
| Гуртова торгівля, транспорт та обладнання                | Гуртова торгівля, транспорт та обладнання                |                                                          | 16,4%                                                    | 16,4%                                                    |
| Природні ресурси, сільське господарство                  | Природні ресурси, сільське господарство                  |                                                          | 22,4%                                                    | 22,4%                                                    |
| Виробництво                                              | Виробництво                                              |                                                          | 18,1%                                                    | 18,1%                                                    |

## Клімат
Середня річна температура становить 4,8°C, середня максимальна – 22,3°C, а середня мінімальна – -14,7°C. Середня річна кількість опадів – 1 144 мм.
| Клімат поселення                              | Клімат поселення | Клімат поселення | Клімат поселення | Клімат поселення | Клімат поселення | Клімат поселення | Клімат поселення | Клімат поселення | Клімат поселення | Клімат поселення | Клімат поселення | Клімат поселення | Клімат поселення |
| Показник                                      | Січ.             | Лют.             | Бер.             | Квіт.            | Трав.            | Черв.            | Лип.             | Серп.            | Вер.             | Жовт.            | Лист.            | Груд.            |                  |
| Середній максимум, °C                         | −4,11            | −3,5             | 1,65             | 7,56             | 14,36            | 20,13            | 22,34            | 21,73            | 16,81            | 10,95            | 5,10             | −2,28            |                  |
| Середня температура, °C                       | −9,44            | −8,8             | −3,66            | 2,24             | 9,06             | 14,83            | 18,86            | 18,26            | 13,33            | 7,47             | 1,59             | −5,76            |                  |
| Середній мінімум, °C                          | −14,72           | −14,11           | −8,97            | −3,06            | 3,74             | 9,52             | 15,38            | 14,79            | 9,83             | 4,00             | −1,88            | −9,25            |                  |
| Норма опадів, мм                              | 112              | 81               | 97               | 92               | 95               | 82               | 101              | 86               | 80               | 93               | 108              | 117              |                  |
| Середньомісячна швидкість вітру, м/с          | 4.85             | 4.67             | 4.76             | 4.57             | 4.26             | 3.84             | 3.50             | 3.49             | 3.85             | 4.33             | 4.58             | 4.87             |                  |
| Середньомісячна сонячна радіація, кДж/м²·день | 5054             | 8624             | 12414            | 15390            | 18292            | 20388            | 19962            | 17503            | 12947            | 8098             | 4761             | 3792             |                  |
| --------------------------------------------- | ---------------- | ---------------- | ---------------- | ---------------- | ---------------- | ---------------- | ---------------- | ---------------- | ---------------- | ---------------- | ---------------- | ---------------- | ---------------- |
| Джерело:                                      |                  |                  |                  |                  |                  |                  |                  |                  |                  |                  |                  |                  |                  |